# 伦策维舍
伦策维舍（德語：Lenzerwische）是德国勃兰登堡州的一个市镇，隶属于普里格尼茨县。总面积为42.07平方千米，截至2020年总人口为455人。